# Good Partner 無敵律師
《Good Partner 無敵的律師》為日本朝日電視台自2016年4月朝日電視台週四晚間九點連續劇播出的電視連續劇，由竹野內豐主演。台灣翻譯為《王牌大冤家》，由MyVideo、FriDay影音、HamiVideo播出。

## 簡介
咲坂健人（竹野內豐 飾）與同為律師的前妻夏目佳惠（松雪泰子 飾）為「神宮寺法律事務所」的合夥律師。彼此競爭互不相讓的兩人，工作上的爭執最後都會變成「夫妻間的爭吵」。雖然兩人總是處於對立的競爭關係，但都能以合夥關係替委託人解決一件件的司法案件……。

## 登場人物

### 主要人物
咲坂健人
演 - 竹野内豐（香港配音：陳欣）
Good Partner律師。與佳惠為前夫婦關係。
夏目佳惠
演 - 松雪泰子（香港配音：陸惠玲）
Good Partner律師。

### 神宮寺法律事務所
熱海優作
演 - 賀來賢人（香港配音：李致林）
新人助理律師。
赤星元
演 - 山崎育三郎（香港配音：張裕東）
助理律師。
貓田純一
演 - 杉本哲太（香港配音：招世亮）
Good Partner律師。
城之内麻里（城ノ内麻里）
演 - 馬場園梓（香港配音：吳羨婷）
助理律師。
茂木里美（茂木さとみ）
演 - 岡本梓（香港配音：林元春）
律師助理（法律輔助人員）。
朝丘理惠子
演 - 宮地雅子（香港配音：謝潔貞）
老手秘書。
九十九治
演 - 大倉孝二（香港配音：李錦綸）
律師助理。
神宮寺一彦
演 - 國村隼（香港配音：陳永信）
事務所所長。

### 其他
島谷涼子
演 - 宮崎香蓮（香港配音：何寶珊）
水樹的家庭教師。大學生。
咲坂水樹（咲坂みずき）
演 - 松風理咲（香港配音：成瑤孆）
咲坂與佳惠的女兒。
仙石雪之丞
演 - 合田雅吏（香港配音：蘇強文）
日本舞老師。
阮
演 - 上地春奈（香港配音：伍秀霞）
咲坂家的傭人。越南人。

### 各集登場人物

#### 第1集
重國夕子
演 - 鈴木杏樹（香港配音：黃玉娟）
「Mommy Design」社長。
村岡雅美
演 - 荻野友里（香港配音：林芷筠）
「Mommy Design」員工。
牧田茜（牧田あかね）
演 - 櫻川博子（香港配音：何晶晶）
「Mommy Design」員工。
香田和宏
演 - 近藤芳正（香港配音：葉振聲）
「帝都廣告」顧問律師。「岬、麥堅利」法律事務所所屬律師。
坂之上吾郎（坂ノ上吾郎）
演 - 木川淳一（香港配音：劉昭文）
「岬、麥堅利」法律事務所所屬律師。
三井壽明
演 - 諌山幸治（香港配音：劉奕希）
「岬、麥堅利」法律事務所所屬律師。
吉野惠（吉野めぐみ）
演 - 水口早香（香港配音：陳琴雲）
「岬、麥堅利」法律事務所所屬律師。
北尾康彦
演 - 松葉洋人（香港配音：麥皓豐）
「岬、麥堅利」法律事務所所屬律師。
前園薫
演 - 手塚通（香港配音：馮錦堂）
「帝都廣告」法務部長。
長谷川祐二
演 - 小久保壽人（香港配音：曹啟謙）
前園的部下。
橋本直之
演 - 山崎潤（香港配音：鄧志堅）
「帝都廣告」法務部課長。
柿内萌子
演 - 前野惠（香港配音：朱妙蘭）
貓田的相親對象。
其他帝都廣告律師團成員
演 - 吉成浩一（香港配音：陳耀楠）、伊佐美紀

#### 第2集
角田一樹
演 - 三浦浩一（香港配音：張炳強）
「新陽醫療」社長。
武藤誠司
演 - 田口主將（香港配音：蕭徽勇）
「千鳥電工」社長。
日向俊矢
演 - 高橋光臣（－第3集）（香港配音：潘文柏）
「Huga cloud」的執行長。
日向美紀
演 - 青山倫子（－第3集）（香港配音：梁少霞）
日向的妻子。
小西勝也
演 - 野間口徹（香港配音：張錦江）
「新陽醫療」前員工。
宮前克美
演 - 茂呂師岡（香港配音：馮志輝）
小西勝也及「唐松物產」的辯護律師。
井上憂美
演 - Erina（香港配音：魏惠娥）
貓田的相親對象。
木庭裕一
演 - 佐佐木省三（香港配音：林國雄）
「東京開央醫科大學」老師。
新谷安未
演 - 向衣琴（香港配音：曾秀清）
「榮南醫療中心」職員。
中井奈加子
演 - 村井美和（香港配音：林丹鳳）
「涮涮樓」女侍應。

#### 第3集
岸田英樹
演 - 橫田榮司（第5集－）（香港配音：蕭徽勇）
「Physical shore」法務部長。
滑志田吾郎
演 - 星田英利（香港配音：葉振聲）
「週日媒體服務公司」社長。
地丈士
演 - 兒玉貴志（香港配音：關令翹）
黑道組織「山堂組」的成員。
森誠一
演 - 望月章男（香港配音：周倚天）
「Huga cloud」的員工。
高井戶正樹
演 - 紀村龍（香港配音：李安邦）
「Huga cloud」的員工。
南真之
演 - 森谷勇太（香港配音：劉昭文）
「週日媒體服務公司」員工。
麗華
演 - 佐藤侑梨
俱樂部女公關。
東海林綾子
演 - 井上貴美
婚姻介紹網站會員。

#### 第4集
鳥飼健三
演 - 龍雷太（香港配音：譚炳文）
「鳥飼皮鞋」董事長。
鳥飼孝太郎
演 - 矢柴俊博（香港配音：麥皓豐）
「鳥飼皮鞋」總經理。
今中
演 - 村上幸平（香港配音：陳廷軒）
「東城經濟新聞」記者。
野上雅巳
演 - 三上市朗（香港配音：張炳強）
律師，與咲坂同期。
田所清一
演 - 高桑滿（香港配音：林國雄）
「鳥飼皮鞋」専務。
武
演 - 城戶光晴（香港配音：盧國權）
「鳥飼皮鞋」員工。
大久保洋
演 - 池浪玄八（香港配音：黃子敬）
「鳥飼皮鞋」常務。
加瀬澤
演 - 出口高司（香港配音：馮錦堂）
「鳥飼皮鞋」員工。
木曾川秀夫
演 - 嶋本勝博（香港配音：馮志輝）
記者會官員。
齊藤來夢音
演 - 小山希來來
婚姻介紹網站會員。

#### 第5集
厚木義忠
演 - 神尾佑（香港配音：劉昭文）
「桂綜合醫院」的外科部長。
櫻井奈緒
演 - 逢澤莉娜（香港配音：曾秀清）
「桂綜合醫院」的護理師。
桂哲也
演 - 佐渡稔（香港配音：盧國權）
「桂綜合醫院」的院長。
葛原正
演 - 小林隆（香港配音：張炳強）
「桂綜合醫院」的事務長。
堀丈太郎
演 - 淺野雅博（香港配音：巫哲棋）
「桂綜合醫院」外科醫生。
芝山利里子（芝山りり子）
演 - 深柄比菜（香港配音：林芷筠）
「桂綜合醫院」看護師。
小和田一樹
演 - 石川伸一郎（香港配音：陳成港）
「桂綜合醫院」外科醫生。
久米杏奈
演 - 坂井裕美（香港配音：李潤知）
「桂綜合醫院」員工。
原真利奈
演 - 竹中友紀子（香港配音：沈小蘭）
「桂綜合醫院」前護士。
木村真由
演 - 橘美緒（香港配音：何寶珊）
「桂綜合醫院」前護士。
石橋由香
演 - 長城祝華
「桂綜合醫院」住院患者。
朝霧健三郎
演 - 祖父江進（香港配音：馮錦堂）
「神宮寺法律事務所」的客戶。
金登楊子（キンドル陽子）
演 - 佐藤詩子（香港配音：林芷筠）
「神宮寺法律事務所」的客戶。
葛原泉美
演 - 川北理音（香港配音：羅孔柔）
葛原的女兒。
鈴木佐奈子
演 - 吉田直未
婚姻介紹網站會員。

#### 第6集
根岸昇
演 - 六平直政（香港配音：林國雄）
企業公司「鰯丸」社長。
根岸三佐江
演 - 千賀由紀子（香港配音：沈小蘭）
根岸的妻子。
白石茜
演 - 伊藤修子（香港配音：林丹鳳）
貓田所參加的相親派對的工作人員。
大田蘭子
演 - 小松彩夏（－第8集）（香港配音：陳琴雲）
相親派對的參加者。
目黑仁志
演 - 藤野大輝（－第7集）（香港配音：陳琴雲）
咲坂水樹的同學。
仲正樹
演 - 伊藤毅（香港配音：黃啟昌）
「東京四葉銀行」企業融資課行員。
市谷幸介
演 - 中脇樹人（香港配音：馮志輝）
「東京四葉銀行」赤坂分行經理。

#### 第7－8集
島津善次郎
演 - 石井洋祐（香港配音：黃子敬）
勝太的父親（前小聯盟棒球隊的教練）。旅館「白風莊」老闆。
島津佐知子
演 - 天久美智子（香港配音：雷碧娜）
勝太的母親。旅館「白風莊」老闆娘。
島津勝太
演 - 涉谷謙人（香港配音：關令翹）
熱海的同學。
岬伊知郎
演 - 正名僕蔵（香港配音：張錦江）
「岬、麥堅利」法律事務所代表律師（「土井垣設備」的代理人）。
土井垣茂
演 - 福田轉球（香港配音：劉昭文）
「土井垣設備」社長。
利根川浩一郎
演 - 新井康弘（香港配音：盧國權）
法官。
荒木田正直
演 - 清水紘治（香港配音：朱子聰）
衆議院議員（「憲進黨」所屬）。
松木直也
演 - 村杉蟬之介（第8集）（香港配音：葉振聲）
荒木田的秘書。
原田葉一
演 - 羽場涼介（香港配音：黃積權）
「岬、麥堅利」法律事務所的助理律師。
美山亞希子
演 - 峯村理惠（第8集）（香港配音：朱妙蘭）
佳惠熟識的律師。

## 製作團隊
- 劇本：福田靖
- 導演：本橋圭太、田村直己
- 主題歌：平井堅「Plus One」
- 音樂：林友樹
- 日本舞蹈指導：西川扇與一
- 和服管理、穿著指導：森荷葉
- 市場調查：今井紳介
- 劇本協助：CRG
- 法律顧問：鈴木知幸（東京丸之内法律事務所）
- 法務指導：雷法律事務所
- 法律指導：室谷光一郎（室谷綜合法律事務所）
- 標題：FILM
- 技術協助：TAKESYSTEMS、Bull
- 美術協助：朝日電視台美術特效製作中心
- 照明協助：共立、The Horizon
- 剪輯：The Tube
- 製作統括：黑田徹也（朝日電視台）、三輪祐見子（朝日電視台）
- 製作人：都築歩（朝日）、松野千鶴子（Asbirds）、神馬由季（Asbirds）
- 製作協助：Asbirds
- 製作出品：朝日電視台

## 播出日程與收視率
| 集數                                                     | 播出日期 | 日文標題 | 中文標題                                 | 導演     | 收視率 | 備註 |
| -------------------------------------------------------- | -------- | -------- | ---------------------------------------- | -------- | ------ | ---- |
| 第1集                                                    | 4月21日  |          | 絕不罷休的前夫婦最強組合 違法勝利的秘技  | 本橋圭太 | 12.9%  |      |
| 第2集                                                    | 4月28日  |          | 大逆轉 關鍵的300張收據                   | 本橋圭太 | 9.9%   |      |
| 第3集                                                    | 5月5日   |          | 一決勝負 生存之戰                        | 田村直己 | 10.5%  |      |
| 第4集                                                    | 5月12日  |          | 破壞殆盡！攸關命運的親子之戰             | 田村直己 | 11.1%  |      |
| 第5集                                                    | 5月19日  |          | 不可原諒！想要謝罪的差勁男！             | 本橋圭太 | 9.1%   |      |
| 第6集                                                    | 5月26日  |          | 救救我啊！3億借款帶來的大逆轉！          | 常廣丈太 | 9.3%   |      |
| 第7集                                                    | 6月2日   |          | 溫泉噴發？從蠻橫無理的敵人手中贏得勝利！ | 田村直己 | 11.7%  |      |
| 第8集                                                    | 6月9日   |          | 今晚終結！3億的法庭二度對決              | 本橋圭太 | 11.5%  |      |
| 第9集                                                    | 6月16日  |          | 最後決戰前夫婦最終的選擇                 | 本橋圭太 | 10.3%  |      |
| 平均收視率 10.7%（收視率由Video Research於關東地區統計） |          |          |                                          |          |        |      |

### 海外播出
| 頻道/影音  | 所在地 | 播出日期     | 播出時間       |
| ---------- | ------ | ------------ | -------------- |
| MyVideo    | 臺灣   | 2022年6月8日 | 一次性全數上架 |
| friDay影音 | 臺灣   |              |                |
| HamiVideo  | 臺灣   |              |                |

## 外部連結
- Good Partner 無敵律師 - 朝日電視台 （页面存档备份，存于）（日語）
- 王牌大冤家 - 緯來日本台 （页面存档备份，存于）（中文）
- 無敵律師 - 無綫電視 （页面存档备份，存于）（中文）
- 互联网电影数据库（IMDb）上《Good Partner 無敵律師》的资料（英文）
- 时光网上《Good Partner 無敵律師》的資料（简体中文）
- 豆瓣电影上《Good Partner 無敵律師》的資料 （简体中文）

| 日本 朝日電視台 週四晚間九點連續劇     | 日本 朝日電視台 週四晚間九點連續劇           | 日本 朝日電視台 週四晚間九點連續劇 |
| -------------------------------------- | -------------------------------------------- | ---------------------------------- |
|                                        | （2016.04.21 - 2016.06.16）                  |                                    |
| Specialist （2016.01.14 - 2016.03.17） | 初次見面，我愛你 （2016.07.14 - 2016.09.15） |                                    |

| 台灣 緯來日本台 每週六 22:00－23:00 | 台灣 緯來日本台 每週六 22:00－23:00 | 台灣 緯來日本台 每週六 22:00－23:00 |
| ----------------------------------- | ----------------------------------- | ----------------------------------- |
|                                     | （2016年4月30日－2016年6月25日）    |                                     |
| （2016年4月9日）                    | 黑惡魔的甜蜜制裁（上篇） （2016年7月2日） （21:00） |                                     |
| 每週一至五 22:00－00:00             |                                     |                                     |
| （2016年10月31日－2016年11月15日）  | （2016年11月16日－2016年11月22日）  | （2016年11月23日－2016年12月12日）  |

| 香港 無綫網絡電視日劇台 星期四 13:30 - 14:30、16:30 - 17:30、19:30 - 20:30及22:30 - 23:30                                        | 香港 無綫網絡電視日劇台 星期四 13:30 - 14:30、16:30 - 17:30、19:30 - 20:30及22:30 - 23:30 | 香港 無綫網絡電視日劇台 星期四 13:30 - 14:30、16:30 - 17:30、19:30 - 20:30及22:30 - 23:30 |
| --- | ----------------------------------------------------------------------------------------- | ----------------------------------------------------------------------------------------- |
| | （2016.06.02 - 2016.07.28）                                                               |                                                                                           |
| （2016.04.10 - 2016.05.26） | 暴走惡黨 （2016.08.04 - 2016.09.01）                                                      |                                                                                           |
| 香港 無綫電視J2 星期六 22:45/22:50 - 23:45/23:50 2月25日 22:45 - 00:05 3月4日、25日及5月6日 暫停播映 5月7日 星期日 22:35 - 23:35 |                                                                                           |                                                                                           |
| 星期六、日： （2017.01.08 - 2017.02.19）                                                                                         | （2017.02.25 - 2017.05.07）                                                               | 星期六、日： （2017.05.13 - 2017.06.17）                                                  |